# Ricardo Sánchez Martín
Ricardo Sánchez Martín (Barcelona, 1959) és un antropòleg i professor universitari català.
Des de la seva trajectòria com a antropòleg s'ha ocupat i ha estat un dels iniciadors, al costat de Francesc Xavier Medina Luque, dels estudis antropològics de l'esport a Catalunya i a l'Estat espanyol, intentant elaborar un marc teòric d'interpretació de l'esport com un element central en la reproducció social. Ha estudiat la transformació del sistema esportiu contemporani i la representació simbòlica i ritual de l'esport urbà. Professionalment, ha exercit de professor de sociologia de l'activitat física i l'esport a Facultat de Psicologia, Ciències de l'Educació i de l'Esport Blanquerna de la Universitat Ramon Llull. Ha publicat nombrosos articles i contribucions sobre la sociologia de l'esport.

## Publicacions[2]
- Amb Jorge Sánchez Martín, "Del cuerpo sano al cuerpo rendidor: la representación del cuerpo en la sociedad del rendimiento". A: Mª Teresa Vicente Rabanaque, Pepa García Hernandorena, Antonio Vizcaíno Estevan (coords.). Antropologías en transformación: sentidos, compromisos y utopías, págs. 247-258 (2017)
- Amb Sixte Abadía i Naudí i Marta Moragas Rovira, "Una aproximación a la realidad de las carreras solidarias en España: el caso de la provincia de Barcelona". A: Mª Teresa Vicente Rabanaque, Pepa García Hernandorena, Antonio Vizcaíno Estevan (coords.). Antropologías en transformación: sentidos, compromisos y utopías, págs. 302-308 (2017)
- Amb Xavier Pujadas Martí, "El deporte como espectáculo. La aparición del deporte espectáculo y la cultura deportiva popular". A: Jordi Busquet Durán (ed. lit.). Los nuevos escenarios de la cultura en la era digital, pàgs. 241-253 (2017)
- "Transformación deportiva: Nuevos hábitos ciudadanos y posmodernidad urbana, 1982-2010". A: Xavier Pujadas Martí (coord.). Atletas y ciudadanos: historia social del deporte en España (1870-2010), pàgs. 467-505 (2011)
- "Imágenes del cuerpo: cultura y modelos corporales". A: Marta Castañer Balcells (coord.). La inteligencia corporal en al escuela: análisis y propuestas, pàgs. 51-72 (2006)
- "Nuevos usos de la ciudad: actividades lúdico-deportivas y apropiación del espacio urbano". A: La ciudad es para ti: nuevas y viejas tradiciones en ámbitos urbanos, pàgs. 165-186 (2004)
- "Hacia una antropología del deporte en España". A: 'Culturas en juego : ensayos de antropología del deporte en España, págs. 11-30 (2003)
- "El deporte: ¿nuevo instrumento de cohesión social?". A: Culturas en juego: ensayos de antropología del deporte en España, pàgs. 49-72 (2003)
- "Los usos sociales del riesgo: el deporte de aventura como configurador de una ética de la contingencia". A: Culturas en juego : ensayos de antropología del deporte en España, pàgs. 251-274 (2003)
- "Culturas organizativas, actividad física y deporte". A: II Jornadas sobre Sociología del deporte (1999)